# Piestoceros
Piestoceros é um gênero de mariposa pertencente à família Acrolepiidae.